# هووژدانی (ناحیه پریبرام)
هووژدانی (به چکی: Hvožďany) یک منطقهٔ مسکونی در جمهوری چک است که در ناحیه پریبرام واقع شده‌است.